# Melica serrana
Melica serrana là một loài thực vật có hoa trong họ Hòa thảo. Loài này được Muj.-Sall. & M.Marchi mô tả khoa học đầu tiên năm 2005.